# WOW spazio fumetto
WOW Spazio Fumetto è un museo dedicato al fumetto, all'illustrazione e all'immagine animata, creato e gestito dalla Fondazione Franco Fossati e inaugurato a Milano nel 2011.
Aveva sede in viale Campania 12, in un palazzo di proprietà del comune di Milano, recuperato dalla ex fabbrica di prodotti dolciari Motta, area oggi trasformata in zona residenziale e giardino pubblico (parco ex Motta, dal 2015 Giardino Oreste del Buono).

## Descrizione
Il museo, inaugurato l'11 aprile del 2011, ha ospitato nelle sale espositive al piano terra e al primo piano esposizioni, generalmente a ingresso libero, oltre 200 mostre, migliaia di eventi (incontri con autori, presentazioni, convegni, giochi) e spettacoli (teatro, concerti musicali, proiezioni). Era aperto al pubblico nel pomeriggio, mentre la mattina si svolgevano le attività didattiche per le scuole. La sede disponeva di una sala di lettura aperta al pubblico, di una libreria e di un punto di ristoro (caffetteria Boom), aperta anche oltre la chiusura delle sale di esposizione.
Per 14 anni il museo si è proposto di recuperare la memoria collettiva di un'arte “minore” come quella del fumetto, aprendosi inoltre alle aree vicine (illustrazione, cinema, televisione, pittura, scultura, fotografia, animazione, letteratura, musica). Come sede è stata scelta Milano in quanto la città ospita le maggiori realtà produttive nel campo (Disney Italia, Panini, Sergio Bonelli Editore, Astorina) ed è considerata la capitale italiana del Fumetto.
Il patrimonio della Fondazione Franco Fossati è costituito da centinaia di migliaia di materiali provenienti da molti paesi del mondo e conservati in maggior parte in depositi esterni, e hanno costituito il nucleo principale delle grandi mostre del museo. Tra queste si segnalano quella per gli 80 anni di Topolino, quella sul Carosello televisivo e quella sul fumetto in Belgio, in collaborazione con il Centre belge de la bande dessinée di Bruxelles. Nei primi 15 anni (aprile 2011-2025) ha esposto oltre 200 mostre nelle sue sale e oltre 50 in altre location in Italia e all'estero, mentre oltre un milione sono stati i visitatori per le mostre, gli eventi, gli incontri, gli spettacoli, le attività didattiche.
Il 15 giugno 2025 la Fondazione ha chiuso le porte del museo per cessata concessione da parte del Comune di Milano, continuando il Campus Wow estivo, in attesa del bando per la nuova assegnazione (o per trasferirsi in una nuova sede).